# Парк юрского периода (роман)
«Парк ю́рского пери́ода» (англ. Jurassic Park) — научно-фантастический роман американского писателя Майкла Крайтона, написанный в 1990 году. По мотивам романа вышел фильм — «Парк Юрского периода» (1993 год).

## Сюжет
Учёный-миллионер Джон Хаммонд выкупил остров недалеко от берега Коста-Рики, чтобы построить там «биологический парк», который он собрался заселить живыми динозаврами. Палеонтолог Алан Грант и его аспирант палеоботаник Элли Сэттлер получают приглашение посетить парк и оценить результаты работы. Вместе с ними едут эксперт по теории хаоса — Ян Малкольм и юрист, представляющий интересы инвесторов, Дональд Дженнаро. Они все представляют собой первых зрителей парка. Также Хаммонд взял с собой внуков — Тима и Лекс Мерфи. По прибытии они знакомятся с руководителем отдела по связям с общественностью Эдом Регисом, охотником Робертом Малдуном, программистом Деннисом Недри, главным инженером Джоном Арнольдом и главным генетиком Генри Ву. Регис, Элли, Грант, Тим, Лекс, Малкольм и Дженнаро отправляются на экскурсию на двух электрокарах. Во время экскурсии они видят заболевшего стегозавра и выходят к нему из электрокаров. Грант находит скорлупу и оказывается, что динозавры могут размножаться. Элли и Дженнаро остаются с ветеринаром Джерри Хардингом, а остальные едут дальше. Через некоторое время Недри, подкупленный конкурентом Льюисом Доджосоном, отключает электричество во всем парке, крадет эмбрионы динозавров и уезжает в док на джипе. Из-за этого группа застревает возле вольера тираннозавра. Регис, увидев тираннозавра убегает из машины. В это время Недри из-за погоды, теряет управление и застревает. На него нападает дилофозавр и убивает. Тираннозавр выбирается и переворачивает машину. Малкольм отвлекает его, а Грант и дети прячутся в кустах. Регис пытается пробраться обратно к машинам, но его съедает детеныш тираннозавра. Малдун и Дженнаро отправляются спасать группу. Они находят тело Недри и откусанную ногу Региса. Возле машин, в кустах, они обнаруживают Малкольма, у которого очень сильно повреждена нога, они отвозят его в Центр, на попечение Хардингу. А сами отправляются ловить тираннозавра. Арнольду получается включить систему парка. Малдуну получается всадить транквилизатор в тираннозавра. Тем временем Грант с детьми сплавляются по реке мимо авиария в Центр управления. Генри Ву замечает, что система безопасности все это время питалась от аварийного генератора, который почти на нуле. Арнольд лично отправляется включить основной генератор. Сбежавшие велоцирапторы пытаются перегрызть решетку на крыше. На Гранта и детей пытается напасть тираннозавр, но на него действует дротик Малдуна и он уходит. На Арнольда нападает сидящий возле генератора раптор и убивает его. Дженнаро отправляется к генератору. На Малдуна нападает стая рапторов и ранит его, он подстреливает одного и прячется в обрезке трубы. На Дженнаро нападает раптор, съевший Арнольда, но Дженнаро удается отбиться и он прячется в кабине грузовика от прокомпсогнатов. Там его находят Грант и дети. Генри Ву выходит из Центра, но его убивает раптор, спрыгнувший с крыши. Рапторы врываются в центр и ранят Хардинга. Грант прячется в лаборатории и с помощью химикатов убивает пару рапторов. Грант включает генератор, и позволяет Тиму включить электричество и систему безопасности. Они вызывают вертолет. Хаммонд во время прогулки по лесу слышит записанный голос тираннозавра и упав в овраг ломает лодыжку. Его убивает стая прокомпсогнатов. Гранту, Элли, детям, Малкольму, Дженнаро, Малдуну и Хардингу удается спастись. Прибывшие коста-риканские военные эвакуируют выживших и истребляют динозавров напалмом, но стая животных мигрирует в джунгли Коста-Рики.

## Персонажи
- Доктор Алан Грант — палеонтолог, был одним из приглашённых в парк. Любит детей (он недолюбливает их в фильме).
- Доктор Элли Сэттлер — палеоботаник, одна из приглашённых в парк. Работает вместе с Грантом.
- Джон Паркер Хаммонд — генеральный директор и создатель Парка Юрского периода, основатель компании InGen. Сломал лодыжку и был убит прокомпсогнатами.
- Тим Мерфи — внук Хаммонда. Старший брат Лекс. Большой поклонник динозавров и книг Гранта. Разбирается в компьютерах.
- Лекс Мерфи — внучка Хаммонда и младшая сестра Тима. Любит бейсбол.
- Деннис Недри — программист в Парке Юрского периода. Подкуплен конкурентами Хаммонда. Во время побега был убит дилофозаврами.
- Ян Малкольм — математик, специализирующийся в области «теории хаоса». Скептически относится к идее Хаммонда. Серьезно повредил ногу при побеге тираннозавра. В СМИ появлялись сообщения о его смерти.
- Джон Арнольд — главный инженер Парка Юрского периода. Был убит велоцираптором при попытке включить генератор.
- Эд Регис — руководитель отдела по связям с общественностью. Трусоват. Сбежал во время экскурсии, когда увидел тираннозавра. Был съеден детенышем тираннозавра.
- Дональд Дженнаро — адвокат, был одним из приглашенных в парк. Описывается как сильный мужчина.
- Доктор Генри Ву — главный генетик парка. Описывается как стройный мужчина тридцати трех лет. Был убит велоцираптором спрыгнувшим на него с крыши.
- Роберт Малдун — профессиональный охотник и смотритель парка. Раньше работал проводником охотников на африканских животных. В конце ранен велоцираптором.
- Джерри Хардинг — главный ветеринар парка. В конце ранен велоцираптором.
- Льюис Доджсон — конкурент Хаммонда. Подкупил Недри, чтобы тот украл эмбрионов.
- Оуэнс — главный подрядчик парка.

## Список динозавров упомянутых в романе
| - Велоцираптор - Тираннозавр - Апатозавр - Дилофозавр - Гадрозавр - Майазавр - Микроцератопс - Дилофозавр | - Отниелия - Гипсилофодон - Прокомпсогнат - Трицератопс - Стегозавр - Меганевра - Цеарадактиль - Эуоплоцефал |

## Экранизация
В 1993 году режиссёр Стивен Спилберг снял фильм «Парк Юрского периода».